# Košařiska
Košařiska (in polacco Koszarzyska, in tedesco Kosarzisk) è un comune della Repubblica Ceca facente parte del distretto di Frýdek-Místek, nella regione della Moravia-Slesia.